# 貝斯特 (荷蘭)
貝斯特（荷蘭語：Best）是荷蘭的一個市镇和村庄，位於荷蘭南部，屬於北布拉班特省。貝斯特地處艾恩德霍芬西北郊，也是該市的衛星城之一。

## 外部連結
- 维基共享资源上的相關多媒體資源：貝斯特
- 官方网站